# Église Saint-Jean-Baptiste de Conat
Pour les articles homonymes, voir église Saint-Jean.
L'église Saint-Jean de Conat (en catalan : Sant Joan de Conat) est une église de culte catholique et d'art roman située à Conat, dans le département français des Pyrénées-Orientales.
Cette église présente un appareil particulièrement soigné, en blocs de marbre ocré taillés avec soin. D'autres particularités par rapport aux églises romanes de la région sont :
- son orientation, suivant un axe nord-ouest/sud-est plutôt que l'habituel ouest-est ;
- des chapelles intérieures aménagées dans l'épaisseur même des murs ;
- un linteau gravé d'une inscription commémorative datée du XIIe siècle, classé monument historique.

L'édifice est inscrit monument historique depuis 1985, et le mobilier comprend notamment deux retables du XVIIe siècle eux aussi classés monuments historiques.
L'église dépend du diocèse de Perpignan-Elne et est dédiée à Jean le Baptiste.

## Situation

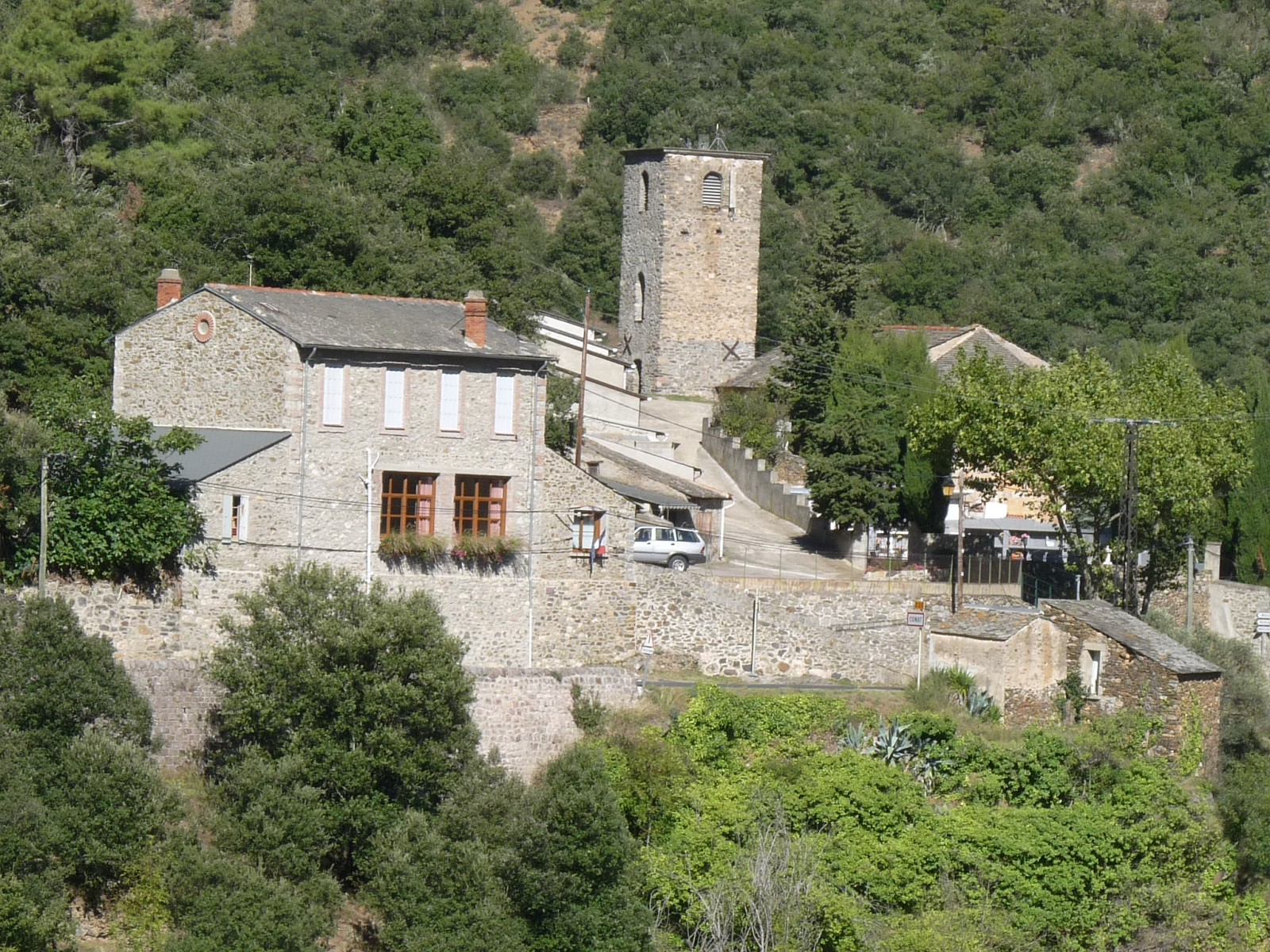
L'église, masquée par des arbres, dans son environnement.

Le village de Conat se trouve au confluent de la rivière El Callau avec son affluent la rivière d'Urbanya, dans une vallée encaissée de l'est des Pyrénées, dans le département français des Pyrénées-Orientales. Une seule route étroite de montagne traverse le village, pour relier Urbanya ou Nohèdes en cul-de-sac en amont d'une part, ou Ria-Sirach, à 5 km en aval, et le reste du réseau routier d'autre part.
L'église Saint-Jean-Baptiste se trouve à l'entrée de Conat en provenant de Ria-Sirach, à flanc de montagne, à côté du cimetière.

## Histoire
La première apparition de l'église dans un texte, en 1175, est indirecte : son chapelain est mentionné comme témoin dans un acte. En 1186 elle est citée sous son nom : Sancti Johannis de Chonato.
L'édifice est construit au XIIe siècle sur une église du XIe siècle dont il reprend les bases de certains murs. À cette occasion une inscription commémorative est gravée sur le linteau surmontant le portail d'entrée. Plus tard est construit un clocher attenant à l'église, sans doute également sur les restes d'une tour du XIe siècle.
L'inscription gravée au-dessus de l'entrée est classée monument historique au titre immeuble le 30 septembre 1911. L'église dans son ensemble est inscrite monument historique le 19 novembre 1985.

## Architecture
L'église Saint-Jean de Conat suit un axe nord-ouest/sud-est, sa nef unique étant prolongée au sud-est par un chevet semi-circulaire. À cette orientation atypique (les églises romanes sont le plus souvent orientées vers l'est) s'ajoute la caractéristique d'une porte dans le mur nord de la nef au lieu du mur méridional habituel,.
L'appareil est de deux types : le mur sud de la nef, peu visible, est bâti en moellons de schiste, alors que les autres murs sont plus soignés, en blocs de marbre nettement taillés,.
À l'extérieur, le chevet et le mur gouttereau nord sont décorés d'arcatures lombardes monolithiques appuyées sur des modillons. Les modillons suivent soit un profil de quart-de-rond soit de cavet, sans régularité. Au-dessus se trouve une autre décoration, en dents-de-scie. Comme l'appareil, la décoration du mur sud est plus simple : il s'agit d'une corniche en cavet,.
Les deux murs latéraux de la nef et l'abside, dans son axe, sont chacun percés d'une fenêtre à double ébrasement et plein-cintre. Le mur sud comporte également deux fenêtres rectangulaires plus tardives,.
Le portail d'entrée présente une ouverture rectangulaire surmontée d'un linteau et d'un tympan monolithiques, sans décoration, couvert d'un arc en plein cintre. Le linteau porte une inscription commémorative du XIIe siècle en latin, précédée de l'alpha et omega, : 

« HANC PETRUS A PETRA DICTUS QUE SCANDIT AD ETRA
AULAM FUNDAVIT ILLAM DEUS A UNDE BEAVIT »

et dont la traduction est « Pierre qui tire son nom de la pierre qui s’élève vers les cieux fonda cette demeure, c’est pourquoi Dieu lui a donné la béatitude ».
Un clocher de plan carré est accolé au nord-ouest de l'église,. À l'intérieur, l'épaisseur des murs gouttereaux (1,65 m) a permis d'aménager des niches. Près du chevet, deux chapelles sont ainsi aménagées dans les murs et invisibles de l'extérieur : l'une, rectangulaire, au nord, une autre semi-circulaire au sud. La travée de chœur ainsi formée partage la même voûte en berceau légèrement brisée que la nef. La chapelle sud et l'abside sont chacune voûtées en cul-de-four, plus basses que la nef,.

## Mobilier
L'église est équipée d'une cuve baptismale monolithique placée dans une niche de la nef, près du coin sud-ouest. Parmi un riche mobilier, les deux éléments les plus remarquables sont deux retables, tous deux classés monuments historiques le 22 juillet 1983,.

### Retable de la Vierge
Le retable de la Vierge est situé dans la chapelle latérale gauche de la nef. Il s'agit d'une œuvre en bois peint polychrome du XVIIe siècle représentant en son centre, dans une niche, une statue de Vierge à l'Enfant.

### Retable du maître-autel
Un retable dit du maître-autel occupe l'abside de l'église. Cette œuvre datée de 1697 est composée d'un tabernacle et d'un triptyque en bois taillé polychrome avec deux portes latérales portant chacune dans une niche une statue de saint (Jacques le Majeur pour l'une, Pierre pour l'autre). Au centre, un bas-relief montre la décollation de Jean le Baptiste.

#### Ouvrages
- Jean-Auguste Brutails, Notes sur l'art religieux du Roussillon, Paris, Leroux, 1896
- Géraldine Mallet, Églises romanes oubliées du Roussillon, Montpellier, Les Presses du Languedoc, 2003, 334 p. (ISBN 978-2-8599-8244-7)
- (ca) « Sant Joan de Conat », dans Catalunya romànica, t. VII : La Cerdanya. El Conflent, Barcelone, Fundació Enciclopèdia Catalana, 1995 (lire en ligne)

#### Fiches du ministère de la Culture
- « Église paroissiale Saint-Jean-Baptiste de Conat », notice no PA00104005, sur la plateforme ouverte du patrimoine, base Mérimée, ministère français de la Culture.
- « Dossier de protection, église paroissiale Saint-Jean-Baptiste de Conat » [PDF], base Mérimée, ministère français de la Culture.
- « Plaque commémorative », notice no PM66000252, sur la plateforme ouverte du patrimoine, base Palissy, ministère français de la Culture
- « Retable du maître-autel, tabernacle, 2 statues : saint Jacques le Majeur, saint Pierre, bas-relief : Décollation de saint Jean-Baptiste (la), portes (2) », notice no PM66000253, sur la plateforme ouverte du patrimoine, base Palissy, ministère français de la Culture
- « Retable de la Vierge », notice no PM66000254, sur la plateforme ouverte du patrimoine, base Palissy, ministère français de la Culture